# Population stationnaire
Une population stationnaire est une population stable à taux d'accroissement nul. Pour chaque unité de temps, le nombre de naissances est, en l'absence de migrations, égal au nombre de décès. Il est résulte que, sans immigration ni émigration, le taux de natalité et le taux de mortalité sont égaux entre eux et égaux à l'inverse de l'espérance de vie.